# クリスマスキャロルの頃には -NORTH FLOW-
「クリスマスキャロルの頃には -NORTH FLOW-」は、MONKEY MAJIKが「MONKEY MAJIK×稲垣潤一×GAGLE」名義で2018年12月5日に配信リリースした楽曲。

## 概要
サンドウィッチマンとコラボレーションし2018年8月31日に配信リリースした「ウマーベラス」に続く仙台にゆかりのあるコラボレーションの第二弾。ただしコラボの話自体はウマーベラスよりも先に進められていた。
仙台出身である稲垣潤一の代表曲「クリスマスキャロルの頃には」をリメイクして新たな歌詞とメロディーパートを加え、サビで稲垣自身もボーカルに迎えた。さらに同じく仙台出身で過去にもMONKEY MAJIKとコラボ・共演しているGAGLEも加えて三者によるコラボレーション作品となった。

## 収録曲
1. クリスマスキャロルの頃には -NORTH FLOW-
  - かねてから稲垣とのコラボレーションをやりたいと思っていたが明確なイメージができていなかった。その後BlaiseがGAGLEの楽曲「FLOW」を聴いたことでアイデアが浮かび、稲垣とGAGLEにオファーしたところ双方が承諾し、作品が具現化された[1]。
  - 曲のビート面ではGAGLEのセンスが遺憾なく発揮されている[2]。また歌詞中では、2018年1月に他界したMaynardとBlaiseの母親を見舞った際の出来事が切り取られている[2]。